# Marin Getaldić
Marin Getaldić (lat. Marinus Ghetaldus; Dubrovnik, 2. listopada 1568. – Dubrovnik, 8. travnja 1626.), hrvatski matematičar i fizičar. Osnovnu naobrazbu dobio je u rodnome gradu. Godine 1588. primljen je za člana Velikoga vijeća, a zatim se bavio različitim poslovima u službi Dubrovačke Republike. Godine 1595. otišao je s M. Gučetićem u London kako bi pomogao u sređivanju ostavštine. S istim ciljem otputovao je u Antwerpen 1597., gdje je ostao do 1599. Ondje je učio matematiku kod francuskoga matematičara Michela Coigneta i dobio prve poticaje za znanstveni rad. Nakon toga putovao je u Francusku, radi sređivanja poslova oko iste ostavštine, i u Parizu upoznao F. Viètea. Taj susret bio je presudan za njegov rad u matematici. U Italiji je upoznao G. Galileija, s kojim se poslije i dopisivao. U Dubrovnik se vratio 1601., a onda putovao u Italiju kako bi tiskao prve svoje znanstvene radove. Ondje je upoznao njemačkog matematičara i astronoma Christophorusa Claviusa i austrijskoga astronoma Christopha Grienbergera s kojima se poslije dopisivao. Godine 1603. vratio se u Dubrovnik, gdje se bavio optikom i u Betinoj špilji izvodio pokuse s paraboličnim zrcalima. Godine 1606. bio je jedan od dvojice poklisara koji su odnijeli godišnji danak Dubrovačke Republike sultanu u Carigrad.
Bavio se praktičnom primjenom matematike u rješavanju geodetskih problema. Tako je, primjerice, određivao zemljopisnu širinu Carigrada i Dubrovnika, a posebno je zanimljiv njegov pristup određivanju volumena Zemlje. Za njegovo je rješenje predložio vlastitu, čisto geodetsku metodu, objavljenu posmrtno u djelu O analitičkom i sintetičkom u matematici (lat. De resolutione et compositione mathematica, 1630.), koja ne obuhvaća astronomska mjerenja. Iako ta metoda danas nema praktične vrijednosti, važna je zbog svoje originalnosti, a u usporedbi sa sličnim metodama onoga doba dala bi najtočniji rezultat.
U svom prvom djelu Unaprjeđenje Arhimeda ili o različitim vrstama tijela uspoređenima po težini i veličini (lat. Promotus Archimedis seu de variis corporum generibus gravitate et magnitudine comparatis, 1603.) određuje odnose između težine i obujma raznovrsnih tijela i pri tome upotrebljava stroge pokuse. Djelo Nekoliko napomena o paraboli (lat. Nonnullae propositiones de parabola, 1603.) u vezi je s Getaldićevim istraživanjima paraboličnih zrcala, a donosi dokaz da su sve parabole jednako prikladne za konstrukciju paraboličnih zrcala, a ne samo presjeci uspravnoga, pravokutnog stošca. U djelu Dopuna galskog Apolonija ili probuđena djelomično sačuvana geometrija dodira Apolonija iz Perge (lat. Supplementum Apollonii Galli seu exsuscitata Apollonii Pergaei Tactionum geometriae pars reliqua, 1607.) on dopunjuje Vièteovu restauraciju djela o dodirima Apolonija iz Perge, a u djelu Oživljeni Apolonije ili obnovljena geometrija priklona Apolonija iz Perge (lat. Apollonius redivivus seu restituta Apollonii Pergaei Inclinationum geometria, I–II, 1607. – 1613.) obnavlja Apolonijevo djelo o priklonima. U tim djelima primjenjuje sintetičku metodu kako bi obnovljena djela bila što vjernija izgubljenim originalima. 
U djelu Zbirka različitih problema (lat. Variorum problematum Collectio, 1607.) rješava 42 matematička problema od kojih je neke uzeo od Regiomontanusa, Claviusa i Grienbergera, a neke dodao sam. U njemu neke probleme rješava sintetičkom metodom, za neke provodi geometrijsku analizu i sintezu, a nekima dodaje takozvani consectarium, u metodološkom pogledu vrlo važnu posljedicu. Za velik dio problema primjenjuje algebarsku analizu. Pod utjecajem Viètea, umjesto s geometrijskim veličinama ili s brojevima radi s općim veličinama (speciesima). Getaldićevo djelo znatno je utjecalo na razvoj primjene algebre na geometriju prije otkrića analitičke geometrije. Reprint-izdanje sveukupnih Getaldićevih djela izišlo je u Zagrebu pod nazivom Opera omnia (1968.).
Pripisivalo mu se autorstvo dviju kratkih rasprava Elementorum Euclidis Definitiones i Tractatus de Sphaera Mundi, ali u zadnje vrijeme smatra se da je autor vjerojatno isusovac Ivan Vreman iz Splita.

## Životopis

### Djetinjstvo
Prvi hrvatski matematičar europskog formata. Kao datum rođenja Marina Getaldića (lat. Ghetaldus) uzima se 2. listopada 1568. Njegovi roditelji, Maro Marinov Jakova Getaldić i Anica Andrije Restić, imali su pored Marina još petoro djece – sinove: Andriju, Šimuna, Martolicu i Jakova, te kćerku Niku koja je u punoljetstvu stupila u samostan. Njezin odlazak u časne sestre navodi mnoge povjesničare na tvrdnju kako imovno stanje Getaldića nije bilo na visini njihova plemićkog ugleda. Braća su se međusobno slagala, dugo su vremena živjela u istoj kući, odmah iza crkve Svetog Vlaha. Osim Jakova, svi su se poženili. Od onih koji su stupili u brak jedino Andrija nije imao poroda, a njegovom smrću 1654. gasi se i porodično stablo Marina Getaldića. 

### Školovanje
Marin se igrao sa svojim vršnjacima oko Orlandova stupa, kraj već spomenute, crkve Svetog Vlaha ispred Kneževa dvora u uskim uličicama i na skalinama starog grada. Osnovno obrazovanje dobio je od franjevaca. Učitelj mu bijaše svećenik Ivan Šimunov, koji je podučavao djecu gramatici i pismenosti. Njegovu školu su završili mnogi ugledni Dubrovčani. Gimnazija, u koju se Getaldić upisao nakon završene osnovne škole, bila je na zavidnoj razini. Njeni su predavači u to doba poznati humanisti i pjesnici, znalci jezika i literature. Zahvaljujući stručnosti i znanju umova, kakvi su bili Franjo Serdonati i Dominik Tati, Getaldić je savršeno ovladao latinskim jezikom kojim se služio kao drugim materinskim jezikom. Bili su tu i vrsni repetitori – Ivan Hristoforov i Viktor Bazaljić. Po svemu sudeći dvojica nastavnika matematike uveli su Marina Getaldića u znanost koju će toliko zavoljeti i obogatiti brojnim originalnim radovima. 
Gimnaziju je Getaldić završio vjerojatno 1588. kada je kao punoljetni vlastelin postao član Velikog vijeća. Kao svaki drugi mladi vlastelin on se kretao u učenim krugovima, naročito onom obrazovanom oko prelijepe Cvijete Zuzorić čiju su ljepotu opjevali mnogi pjesnici onog doba. Tom krugu su pripadali mnogi ugledni Dubrovčani, među kojima Nikola Nalješković (književnik i astronom), Nikola Gučetić (filozof, pedagog i državnik), Viktor Beselji (državni kancelar i pjesnik koji je pisao na latinskom jeziku), Didak Pir (pjesnik) te Mavro Orbini (povjesničar i panslavist). 

### Putovanja po Europi
Pretpostavlja se kako se Getaldić zadržao u Dubrovniku dvije godine kao činovnik samostalno proučavajući matematičke spise i razgovarajući s prijateljima o mnogim zanimljivim problemima kako književnim tako i matematičko-astronomskim. U knjigama stoji da je 1590. imenovan za kapetana Janjine na Pelješcu gdje je ostao šest mjeseci i u međuvremenu bio kažnjen zbog olakog shvaćanja dužnosti. Vrativši se s Pelješca postao je jedan od dvojice službenika u Državnom uredu za naoružanje, a potom u uredu za prodaju soli na Neretvi. U knjigama onog doba nije pronađeno do koje je godine Getaldić obavljao razne činovničke poslove u Dubrovniku. Godina 1597. uzima se kao najpouzdaniji datum njegovog odlaska u Europu s prijateljem Marinom Gučetićem, kome će posvetiti svoj Zbornik različitih problema. 
U tom zborniku, između ostalog, Getaldić piše: "Proputovali smo skupa sjevernu i južnu Njemačku, dvije smo se godine zadržali u Engleskoj, nijedan nam kraj Francuske nije ostao nepoznat, prošlo smo zajedno cijelu Italiju. Getaldić je prvo jedno vrijeme boravio u Rimu, gdje je slušao predavanja matematičara i astronoma Cristofora Clavija, kome će namijeniti svoju raspravu Neki stavovi o paraboli. Na istom Rimskom kolegiju predavao je filozofiju naš zemljak Franjo Petrić, dok će 170 godina kasnije tu studirati i predavati Ruđer Bošković.
Veoma brzo po dolasku u Rim, Getaldić postaje suradnik i prijatelj svojim profesorima. On odlazi k njima u kabinet na razgovore o njihovim predvanjima ili o literaturi iz prirodnih znanosti. Nakon što je obišao Europu, Getaldić se ponovo vraća u Rim svojim prijateljima i profesorima s kojim će cijeloga života održavati korespodenciju. U Engleskoj Getaldić boravi oko 1598. Zadržao se dvije godine, ali o njegovim tamošnjim vezama i radu ne zna se mnogo. Potom 1599. boravi u Belgiji. Iduće godine stiže u Pariz i tamo susreće najvećeg matematičara svoga doba Françoisa Viètea. Viéte nije bio profesionalni matematičar ali njegova savršena logika bila je dovoljna da i u tom području bude prvi među jednakima. Upoznavši Marina Getaldića, Viéte mu je dao na studiranje mnoga svoja neobjavljenja djela iskazavši tako divljenje prema Getaldićevom talentu. Ubrzo Viéte dopušta Dubrovčaninu da neka njegova djela pripremi za tisak. 
Nakon Pariza, Getaldić se ponovo zaputio u Italiju da bi se dvije godine zadržao u Padovi, omiljenom centru tadašnje inteligencije. U Padovi on dolazi u dodir s Galileom Galilejem, koji je tada bio u velikom stvaralačkom zamahu. Getaldić je slušao Galilejeva predavanja iz matematike, mehanike i astronomije. On se družio s ljudima među kojima se kretao i Galilej. Tako je došlo i do njihovog poznanstva, o čemu svjedoče dva Getaldićeva pisma upućena genijalnom fizičaru. Nakon što je napustio Padovu 1601., Getaldić je proveo godinu dana obilazeći druge sveučilišne centre – o čemu ne znamo mnogo. U listopadu 1602. javlja se iz Rima. Iduće godine Getaldić bježi dovršava dvije svoje rasprave u Rimu: Neki stavovi o paraboli i Unaprijeđeni Arhimed. Sredinom 1603. bježi iz Rima ne pozdravivši se s prijateljima. Razlog bijega nije utvrđen no pretpostavlja se kako je počinio nekakav prekršaj zbog kojeg je mogao biti zakonski gonjen. Preko Venecije Getaldić se vraća u Dubrovnik. Njegovo izbivanje iz Dubrovnika bilo je dugo i plodno. No, tu se postavlja pitanje tko je osigurao novac Getaldiću za putovanja i studije? Neosporno je dokazano da je on za Dubrovačku Republiku napravio određene usluge, ali to je nedovoljno da objasni njegovo dugo izbivanje iz Dubrovnika. Isto tako nejasno je kakvu je ulogu u svemu tome imao Getaldićev prijatelj Marin Gučetić.

### Povratak u Dubrovnik
U Dubrovniku Getaldić je odmah izabran za apelacijskog suca, ali poslije godinu dana odlazi u Ston kako bi izgradio kulu Podzvizd. Dva mjeseca nakon tog zaduženja njega su imenovali jednim od dvojice zapovjednika i čuvara Stona. Nije to bio jednostavan i Getaldiću drag posao. U Stonu i okolici harala je malarija, a uskoci su često napadali teritorij Dubrovačke Republike. Na tom mjestu Getaldić ostaje četiri mjeseca, a potom se vraća u Dubrovnik gdje se osjeća kao u grobu zakopan, pa ne čujem nikakve novosti!. Tada teško oboljeva od malarije kojom se vjerojatno zarazio već prilikom svog prvog boravaka na Pelješcu. Getaldić, iako bolestan, održava živu korespodenciju sa svojim prijateljima i obavještava ih o svojim radovima. Oporavivši se od bolesti Getaldić u službi Senata odlazi u Carigrad, kao poklisar harača što je bila odgovorna i značajna dužnost. On te godine radi na svom kapitalnom djelu Apolonije uskrsli, za koje traži materijal bez uspjeha, uostalom kao i u Carigradu. Nakon što je obavio poklisarski posao vraća se u Dubrovnik. Tih godina intenzivno se bavi građenjem raznih fizičkih instrumenata eksperimentirajući po ugledu na Galileja. Naročito su ga zanimali optički instrumenti kao što je refraktorski teleskop. 
Sve do smrti 1626., radio je na raznim državnim poslovima, čas kao činovnik ureda za vino, pa ureda za preradu vune, te kao konzul za građanske parnice, te ponovo kao sudac apelacijskog suda i kao carinik. Kad su mu vatikanske vlasti napokon ukinule kaznu zabrane ulaska u Rim, on se zaputio tamo. U Rimu se vjerojatno zadržao godinu dana, poslije čega se ponovo vraća u Dubrovnik. Getaldić nije živio ugodan i lak život, ali nije se ni žalio. Savjesno je obavljao svoje dužnosti u državnim poslovima bilo da je riječ o Velikom vijeću ili o preradi vune. U Rimu je bio predložen za člana ugledne akademije Lincei (Linćei), ali nije mogao biti izabran jer se nije znalo gdje se nalazi. S Marijom Sorkočević Getaldić imao je tri kćerke – Anicu, Franicu i Mariju. Supruga mu je umrla nedugo poslije posljednjeg poroda, što ga je teško pogodilo. I sam je pobolijevao i osjećajući da mu je kraj blizu nastojao je oporučno riješiti pitanje budućnosti svojih kćerki, a kao izvršitelja posljednje volje imenovao je svoga brata Andriju. Marin Getaldić preminuo je u Dubrovniku 7. travnja ili 8. travnja 1626. Na ulaznim vratima njegova imanja na Pločama i danas se može pročitati natpis koji u prijevodu glasi: 
Budite daleko, zavisti, svađe, taštine, brige!
Mir i spokoj krase pećine, pervoje, hridi.